# Hermann Wiehl
Hermann Wiehl (* 9. November 1900 in Nußbach; † 9. August 1978 in St. Georgen im Schwarzwald) war ein deutscher Maler.

## Leben
Hermann Wiehl wurde am 9. November 1900 in Nussbach bei Triberg im Schwarzwald als Sohn eines Uhrenhändlers geboren. Erstmals erwähnt wurde er im Jahr 1925 in St. Georgen als ein Fabrikant, der sich die Malerei leisten konnte. Er verdiente sein Geld mit kleinen, abgefüllten Honigportionen, die für Hotels und die Gastronomie in ganz Deutschland vertrieben wurden. Wiehl war Teilnehmer am Ersten Weltkrieg und arbeitete nach seiner Rückkehr als Handelsvertreter, bis er seine Fabrik gründete.

### Ausbildung
Ende der 1920er Jahre besuchte er die Kunstakademie in Nürnberg und wurde Schüler von Hermann Anselment, danach Schüler von Otto Dix in Dresden, mit dem ihn eine lebenslange Freundschaft verband. Aus der frühen Phase seiner künstlerischen Entwicklung, aus den 1930er und 1940er Jahren, stammen wenige erhaltene Landschaftsbilder aus dem Schwarzwald. Wiehls Stil weist Anteile expressiver Verdichtung und abstrakter Stilisierung auf. In den 1950er Jahren malte er Stillleben.

### Höri-Künstler
Mitte der 1930er Jahre kam es zur Begegnung mit den Höri-Künstlern am Bodensee. Otto Dix hatte sich seit 1936 hier niedergelassen. Max Ackermann, der Theoretiker der abstrakten und absoluten Malerei, ein Schüler Adolf Hölzels, war seit 1936 hier zu Gast, nachdem er mit einem Lehr- und Ausstellungsverbot belegt worden war.

### Verfemung in der Zeit des Nationalsozialismus
Wiehl, der auf Grund eines nationalsozialistischen Verbotes während des Zweiten Weltkrieges seine Arbeiten weder ausstellen noch verkaufen durfte, hatte sich mit der neuen Farbsprache des Expressionismus und mit der neuen Formensprache des Kubismus auseinandergesetzt. Ausgerüstet mit solidem Können im hergebrachten, figürlichen Darstellen, entwickelt er stilistische Vielseitigkeit. Dies führte jedoch nicht zu willkürlichem Stilpluralismus. Viele seiner Arbeiten können sich qualitativ neben Werken der ersten Expressionistengeneration behaupten.

### Stilerweiterung
Es kam zu einer intensiven Beschäftigung mit Ackermanns Idee der absoluten Malerei. Diese bestand darin, dass die Kunst nur wenige Formen und Farben als Gegenstand haben sollte. Ackermann ging von einigen Grundformen wie Kreis, Drei- und Rechteck aus und von den Grundfarben Gelb, Rot, Blau. Dabei sollte die „Musikalität des Bildes“ im Vordergrund stehen. Wiehl stellte ihm die „Architektur des Bildes“ entgegen. Andere Kunsteindrücke erfolgten durch Kubismus und Konstruktivismus. Begegnungen mit Léger, Picasso, Chagall und Max Bill verstärkten Wiehls Suche nach einem eigenen Ausdruck und einer eigenen Bildauffassung.
In den 1950er Jahren reiste Hermann Wiehl durch Italien und Südfrankreich. Im Tessin, in Paris und Zürich hielt er sich ebenfalls häufig auf.
Besonderen Stellenwert haben bei Wiehl die Motive seiner Heimat. Dank der Freundschaft mit seinem Lehrer Otto Dix, der auf Höri lebt, malt Wiehl auch vielfach am Bodensee. Zu gemäßigter Abstraktion kommt Wiehl durch die Bekanntschaft mit dem gegenstandsfreien Maler Max Ackermann.
Breiten Raum nehmen neben Schwarzwald- und Bodenseelandschaften auch südliche Motive, Stillleben und Selbstbildnisse ein. Inzwischen ist er bereits in Museen und öffentlichen Sammlungen vertreten.
Das Spektrum der Auseinandersetzungen mit der neueren Malerei reicht von Genremalern wie Hans Thoma bis zu Abstrakten wie Max Ackermann, von Cézanne bis Matisse und von der Formensprache des Expressionismus bis zum Kubismus.

## Wiederentdeckung
Als Klassiker der Moderne teilte Hermann Wiehl das Schicksal anderer Künstler, vergessen zu werden. Anfang der 1990er Jahre wurde er von dem Kunsthändler und Galeristen Roland Roeder wiederentdeckt. Die Galeristen Roland und Tamara Roeder haben das Werk zusammengetragen, erhalten und gepflegt. Mit Reproduktionen, auf Kalendern und mit einem großen Kunstbuch haben sie die Erinnerung an Hermann Wiehl wachgehalten und ihm zuletzt den Durchbruch nach mehreren Ausstellungen verschafft.
Die Rezensenten sprachen einhellig von einem Großereignis der Kunstszene, und Hermann Wiehl rückte in kurzer Zeit in den Rang eines Klassikers der Moderne auf. Wiehls Bilder finden inzwischen zunehmend Beachtung. Bereits die erste große Wiehl-Ausstellung im Frühjahr 1995 am Bodensee auf der Höri im Hermann-Hesse-Haus stieß auf starke Resonanz. Auch das Fernsehen des SWF berichtete ausführlich darüber. Ein von Roeder herausgegebener umfänglicher Bildband ist bereits in zweiter erweiterter Auflage erschienen. Auf Covers mehrerer Klassik-CDs bei EMI finden sich Wiehl-Motive.

## Werke (Auswahl)
Das Œuvre umfasst mehr als 1.600 Ölbilder und Zeichnungen.
- 1950er-Jahre: Selbstbildnis. Öl auf Malplatte, 60 × 50 cm.
- 1950er-Jahre: Segelboot am Untersee. Mischtechnik auf Malplatte, 50 × 60 cm.
- 1950er-Jahre: Haus Stern an einem sonnigen Tag. Öl auf Malplatte, 60 × 73 cm.

## Sammlungen
- Werke von ihm befinden sich seit 1967 in der Sammlung Dieter und Anna Grässlin, die sich in den 1970er Jahren der Informellen Kunst widmeten und auch bedingt durch die Bekanntschaft mit dem Künstler sich der Malerei weiter öffneten.[2]
- Das teilweise verschollene Gesamtwerk Wiehls wird seit Anfang der 90er Jahre mittels intensiver Bemühungen der Galeristen Roeder wieder zusammengetragen. Es gab seit 1995 einige kulturelle Ausstellungen aus deren Wiehl-Sammlung.

## Ausstellungen
Er nahm an Gruppen- und Einzelausstellungen teil. Es fanden Gruppenausstellungen mit Otto Dix, Max Bill, Max Ackermann, HAP Grieshaber und Horst Antes statt.
- 1948 Villinger Weltschau
- 1952 Weihnachtsausstellung Badischer Künstler in Freiburg im Breisgau
- Ab 1955 Herbstausstellung des Kunstvereins Villingen
- 1958 Badischer Kunstverein Karlsruhe
- 1959 Kunstausstellung in Donaueschingen
- 1961 Kunstausstellung in St. Georgen (Volksbildungswerk)
- 1965 Kunstausstellung in St. Georgen (Retrospektive)
- 1977 Ausstellung in Saint-Raphaël (Frankreich)
- 1995 Ausstellung im Hermann-Hesse-Höri-Museum, Gaienhofen
- 1995 Sonderausstellung in Friedrichshafen
- 1996 Ausstellung in St. Georgen
- 1997 einige von Wiehls Gemälden erscheinen auf Covern klassischer Musik-CDs (EMI)
- 1998 Gedächtnisausstellung in St. Georgen zum 20. Todestag
- 1998 Ausstellung in der Akademie Schloss Seeheim in Konstanz
- 1999 Ausstellung im Kulturzentrum Konstanz
- 2000 Ausstellung im Museum Waldshut – Schloss Bonndorf zum 100. Geburtstag Wiehls
- 2001 Ausstellung im Hans-Thoma-Museum Bernau
- 2004 Ausstellung in neuen Museum Schloss Salem
- 2008 Ausstellung in St. Georgen zum 30. Todestag
- 2012 Ausstellung im MUZEUM MIEJSKIE, Breslau (Polen)
- 2012 Ausstellung in Wangen Museum „In der Badstube“
- 2013 Ausstellung in Balingen in der Rathausgalerie[7]
- 2017 Ausstellung in Singen, MAC Museum Art & Cars
- 2017 Ausstellung in Salem, Schloss Salem „Ein Klassiker der Moderne“